# Lavocikin La-5
Lavocikin-Gorbunov-Gudkov La-5 (în limba rusă:Лавочкин Ла-5) a fost un avion vânătoare fabricat și utilizat de Uniunea Sovietică în cel de-al Doilea Război Mondial. 
La-5 a fost un avion dezvoltat și îmbunătățit din avionul LaGG-3, fiind unul din avioanele de vânătoare sovietice cele mai bune. 

## Date tehnice
Caracteristici generale
- Echipaj:1
- Lungime: 8,67 m
- Anvergură: 9,80 m
- Înălțime: 2,54m
- Suprafața aripilor: 17,5 m2
- Greutate goală: 2.605 kg
- Greutate încărcată: 3.265 kg

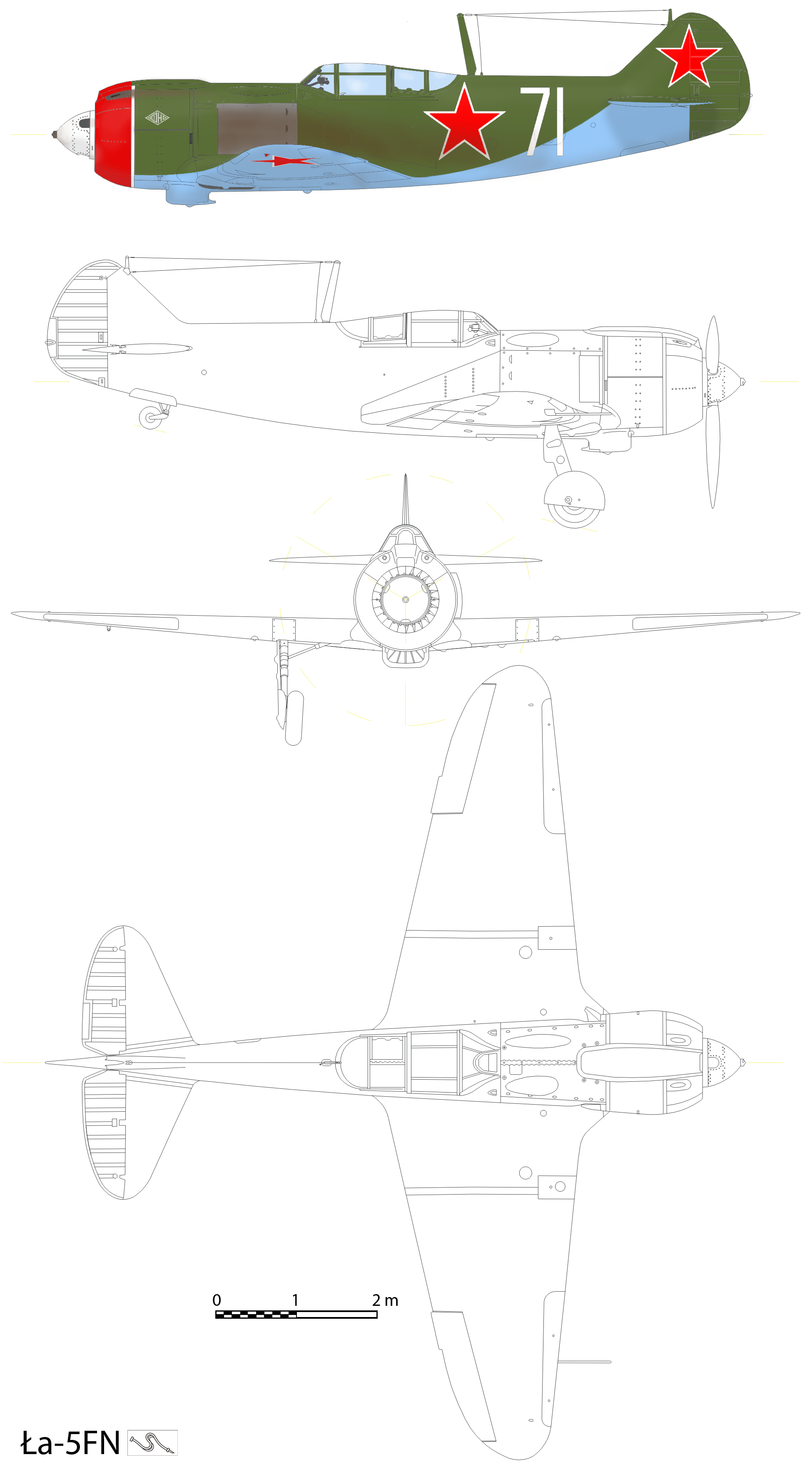
Schiţa La-5

- Motor: 1 x motor radial  tip Șvetsov Ash-82FN de 1385 kW (1.850 CP)

Performanțe
- Viteza maximă: 648 km/h
- Raza de acțiune: 765 km
- Plafon practic de zbor: 11.000 m
- Viteza de urcare: 16,7 m/s
- Sarcină unitară pe aripă: 186 kg/m2
- Putere/masă: 0,42 kW/kg

Armament
- 2x tunuri ShVAK de 20 mm
- 2 x bombe de 100 kg

## Operatori
- URSS
- Cehoslovacia
- Mongolia
- Polonia